# AVC-Intra
AVC-Intra — формат записи видео- и аудиоданных на видеокамерах. Технология разработана компанией Panasonic и представлена ею в 2007 году.

## Спецификации

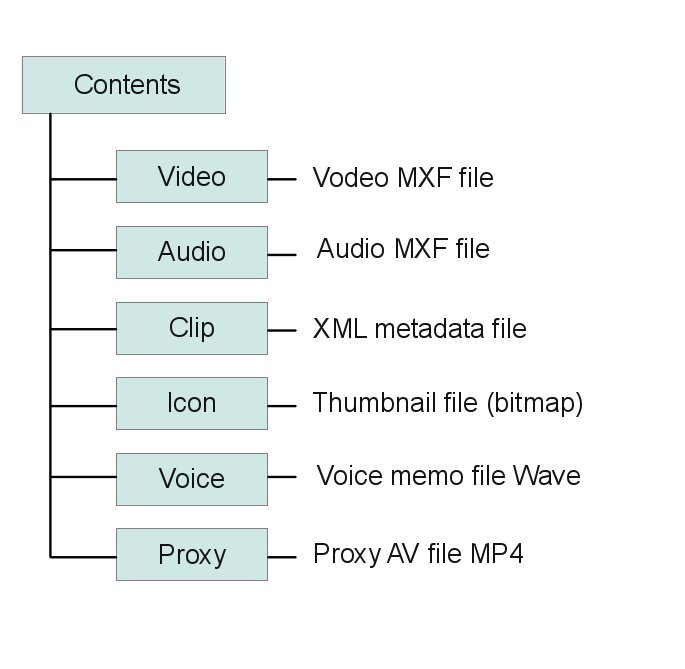
Структура файлов на видеокамере

AVC-Intra предусматривает кодирование видео сигнала в кодек H.264\MPEG-4_AVC. Используется MXF в качестве контейнера файлов.
Классы \ профили AVC-Intra;
- AVC-Intra 50:
  - 50 Мбит/с, размер каждого кадра фиксирован
  - Энтропийное кодирование CABAC
  - 1920x1080 размер кадра, Высокий профиль 10 (High Profile 10), Уровень 4 (Level 4)
  - 1280x720 размер кадра, Высокий профиль 10, Level 3.2
  - Цветовая субдискретизация 4:2:0
  - frames are horizontally scaled by 3/4 (1920x1080 is scaled to 1440x1080. 1280x720 is scaled to 960x720)
- AVC-Intra 100:
  - 100 Мбит/с, размер каждого кадра фиксирован
  - Энтропийное кодирование CAVLC
  - High 4:2:2 Intra Profile, Уровень 4.1
  - Цветовая субдискретизация 4:2:2
  - frames are not scaled

Для всех классов используется:
- Размер кадра: 1920x1080 (23.98p / 25p / 29.97p / 50i / 59.94i), 1280x720 (23.98p / 25p / 29.97p / 50p / 59.94p)
- 10 бит на яркость и цвет
- AVC-Ultra:

Класс AVC-Ultra добавляет ещё три новых набора параметров для кодирования в MPEG-4 AVC. Добавляется класс AVC-LongG, который поддерживает размер кадра 1920x1080@23.97,25 и 29.97p, используя 10 бит для глубины цвета и цветовую субдискретизацию 4:2:2. Так же кроме AVC-Intra Class 50/100 создаются Class 200 и Class 4:4:4. В Class 200 поддерживается битрейт до 226 Мбит/с, для режима 1080/23,97p. Class 4:4:4 позволяет расширить режимы размера кадра, позволяя выбрать от 720p до 4K, с глубиной цвета 10 и 12 бит и битрейтом от 200 до 440 Мбит/с в зависимости от разрешения, частоты кадров. Оба класса Class 200 и Class 4:4:4 поддерживают только Intra Profile кодирования стандарта H.264\MPEG-4_AVC.
Режим AVC-Proxy создан для быстрой доставки контента и имеет битрейт от 800 Кбит/с до 3,5 Мбит/с, используя 8 бит для передачи глубины цвета.